# Центр штата Амазонас (мезорегион)

Центр штата Амазонас на карте.

Центр штата Амазонас (порт. Mesorregião do Centro Amazonense) — административно-статистический мезорегион в Бразилии, входит в штат Амазонас. Население составляет 2 726 732 человека на 2010 год. Занимает площадь 356 876,512 км². Плотность населения — 7,64 чел./км².

## Демография
Согласно сведениям, собранным в ходе переписи 2010 г. Национальным институтом географии и статистики (IBGE), население мезорегиона составляет:
| Полное население                            | Полное население                            | Полное население                            | Полное население                            | 2 726 732 |
| ------------------------------------------- | ------------------------------------------- | ------------------------------------------- | ------------------------------------------- | --------- |
| в том числе:                                | Городское население                         | 2 327 133                                   | Процент городского населения, %             | 85,35     |
|                                             | Сельское население                          | 399 599                                     | Процент сельского населения, %              | 14,65     |
|                                             | Мужское население                           | 1 359 504                                   | Процент мужского населения, %               | 49,86     |
|                                             | Женское население                           | 1 367 228                                   | Процент женского населения, %               | 50,14     |
| Плотность населения, чел/км²                | Плотность населения, чел/км²                | Плотность населения, чел/км²                | Плотность населения, чел/км²                | 7,64      |
| Население мезорегиона в % к населению штата | Население мезорегиона в % к населению штата | Население мезорегиона в % к населению штата | Население мезорегиона в % к населению штата | 78,26     |

## Статистика
- Индекс развития человеческого потенциала составляет 0,854 (данные: Программа развития ООН).

## Состав мезорегиона
В мезорегион входят следующие микрорегионы:
1. Коари
2. Итакоатиара
3. Манаус
4. Паринтинс
5. Риу-Прету-да-Эва
6. Тефе